# La Chapelle-Rambaud

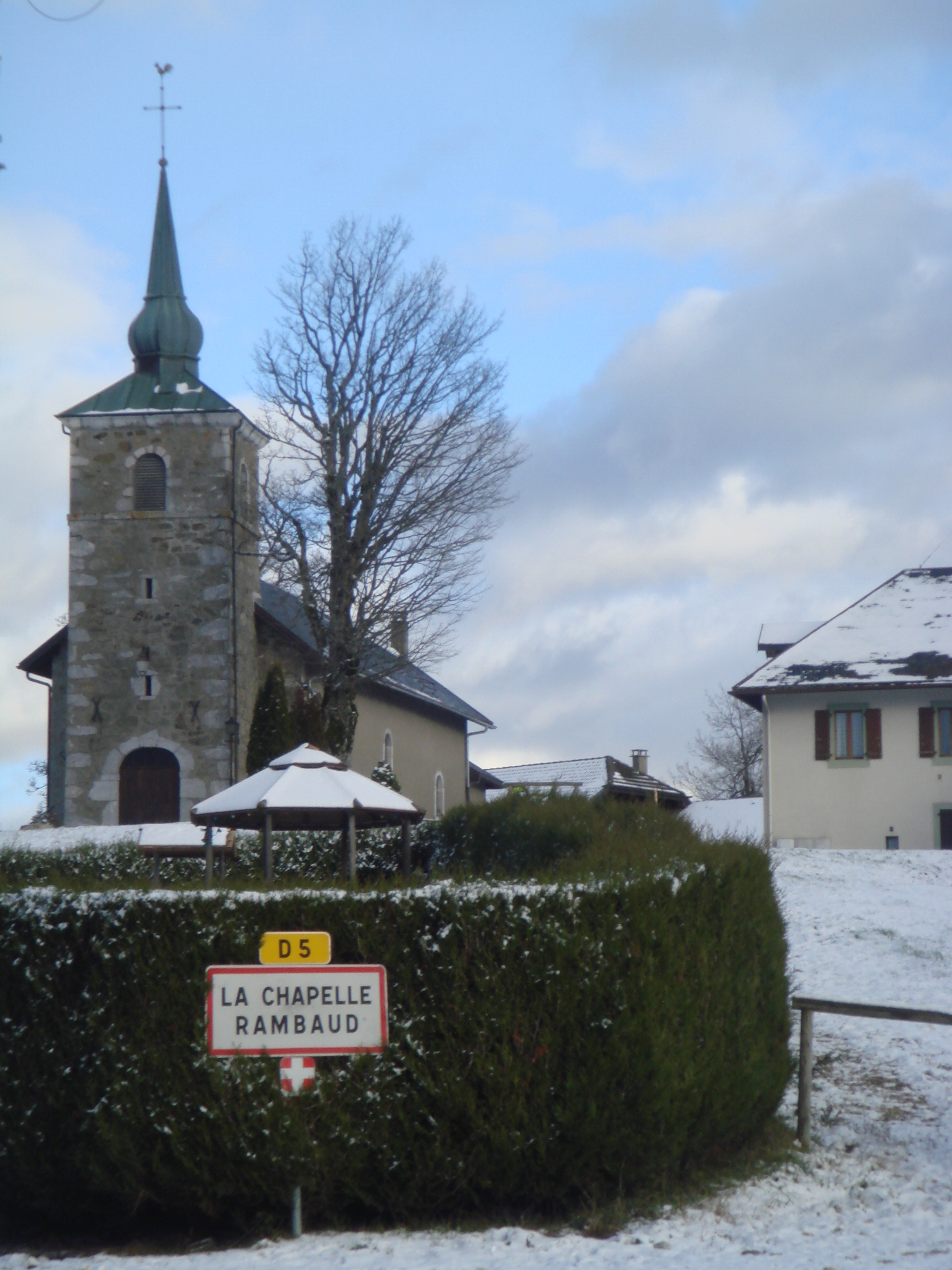
Ortseingang und Dorfkirche von La Chapelle-Rambaud

La Chapelle-Rambaud ist eine französische Gemeinde im Département Haute-Savoie in der Region Auvergne-Rhône-Alpes.

## Geographie
La Chapelle-Rambaud liegt auf 942 m, westlich von La Roche-sur-Foron, etwa 20 Kilometer nordnordöstlich der Stadt Annecy (Luftlinie). Die Streusiedlungsgemeinde erstreckt sich auf dem Hochplateau von Bornes, zwischen dem Salève im Nordwesten und den Bornes-Alpen im Südosten.
Die Fläche des 4,27 km² großen Gemeindegebiets umfasst einen Abschnitt im Bereich des Bornes-Plateaus. Der nördliche Teil des Gebietes wird durch den Foron und seine Quellbäche zur Arve entwässert. Nach Süden erstreckt sich das Gemeindeareal auf das breite, überwiegend von Wiesland bestandene Hochplateau von Bornes. Hier wird mit 957 m die höchste Erhebung von La Chapelle-Rambaud erreicht. Ganz im Süden liegt das Quellgebiet des Daudens, der nach Südwesten zum Fier fließt.
Zu La Chapelle-Rambaud gehören neben dem eigentlichen Kern um die Kirche auch mehrere Weilersiedlungen und Gehöfte, darunter: 
- Les Chevaliers (900 m)
- La Marmotte (855 m)
- Le Bois (905 m)

Nachbargemeinden von La Chapelle-Rambaud sind Pers-Jussy im Norden, Etaux im Osten, Évires im Süden sowie Arbusigny im Westen.

## Bevölkerung
Mit 251 Einwohnern (Stand 1. Januar 2022) gehört La Chapelle-Rambaud zu den kleinsten Gemeinden des Département Haute-Savoie. In der ersten Hälfte des 20. Jahrhunderts nahm die Bevölkerungszahl kontinuierlich ab (1901 zählte La Chapelle-Rambaud noch 279 Einwohner). Seit etwa 1960 verblieb die Einwohnerzahl auf nahezu konstantem Niveau, bevor ab 2000 ein deutlicher Anstieg erfolgte.
| Einwohner                  | 164 | 155 | 160 | 173 | 177 | 177 | 219 |
| Quellen: Cassini und INSEE |     |     |     |     |     |     |     |

## Sehenswürdigkeiten
Die Dorfkirche von La Chapelle-Rambaud besitzt einen Chor aus dem 16. Jahrhundert und eine aus dem 17. Jahrhundert stammende Statue des heiligen Blasius.

## Wirtschaft und Infrastruktur
La Chapelle-Rambaud ist noch heute ein vorwiegend durch die Landwirtschaft geprägtes Dorf. Daneben gibt es einige Betriebe des lokalen Kleingewerbes. Einige Erwerbstätige sind Wegpendler, die in den größeren Ortschaften der Umgebung sowie im Raum Genf-Annemasse und Annecy ihrer Arbeit nachgehen.
Die Ortschaft liegt abseits der größeren Durchgangsstraßen. Straßenverbindungen bestehen mit La Roche-sur-Foron, Cruseilles, Arbusigny und Évires. Der nächste Anschluss an die Autobahn A41 befindet sich in einer Entfernung von rund 7 km.